# Sainte-Radegonde (Gironda)
Sainte-Radegonde è un comune francese di 471 abitanti situato nel dipartimento della Gironda nella regione della Nuova Aquitania.

## Società

### Evoluzione demografica
Abitanti censiti